# Ріхард фон Вайцзеккер
Барон Ріхард Карл фон Вайцзеккер (нім. Richard Karl Freiherr von Weizsäcker) (15 квітня 1920, Штутгарт — 31 січня 2015, Берлін) — німецький політик і державний діяч, член партії Християнсько-демократичний союз, федеральний президент Німеччини в 1984–1994 роках. Вважається і свого часу вважався моралістом серед вищих німецьких політиків.

## Біографія
Народився 15 квітня 1920 року у Штутгарті. Його батько, Ернст фон Вайцзеккер, був відомим дипломатом, а брат, Карл Фрідріх фон Вайцзеккер, — фізиком та філософом. Кілька років Вайцзеккер прожив у Швейцарії та Данії, де його батько виконував свої дипломатичні обов'язки, а у 17-річному віці перебрався до Великої Британії, де почав вивчати філософію та історію в оксфордському Балліол-коледжі. Пізніше він також здобував освіту у французькому Греноблі. З початком Другої світової війни вступив на службу до німецької армії. У 1945 році, отримавши поранення у Східній Пруссії, був відправлений до рідного Штутгарту.
Після закінчення війни Вайцзеккер продовжив навчання історичній науці у Геттінгені, з часом переорієнтувавшись у сторону правознавства. На Одинадцятому подальшому Нюрнберзькому процесі він був одним з членів групи захисників свого батька.

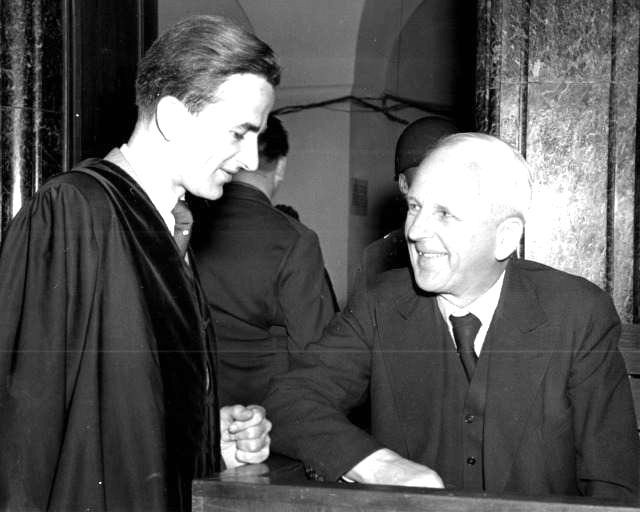
Ернст фон Вайцзеккер (праворуч) із сином Ріхардом у повоєнному суді

У 1954 році Вайцзеккер вступив до Християнсько-демократичний союзу, а 1969 року став членом бундестага. З 1979 по 1981 рік був віцепрезидентом Бундестагу, а у період з 1981 по 1984 рік був правлячим бургомістром Західного Берліна. У 1984 році був обраний президентом Німеччини, змінивши на цій посаді Карла Карстенса.
Вайцзеккер широко відомий своєю промовою у бундестазі 8 травня 1985 року, яка була присвячена 40-ій річниці капітуляції Німеччини у Другій світовій війні. У ній він торкнувся теми спокути, сенс якої, на його думку, полягає в збереженні пам'яті про минуле та витягу з нього необхідних уроків.
Крім цього, фактично вперше, на офіційному, політичному рівні сформулював тезу, що перемога над нацисткою Німеччиною була звільненням не тільки поневолених народів, але і німецької нації так само.
Згідно з неперевіреними даними, Вайцзеккер є далеким родичем В. І. Леніна.

## Нагороди
- Кавалер золотого ланцюга ордена Пія IX (Ватикан, 3 березня 1994)[7]